# 舌蕨
舌蕨（学名：Elaphoglossum marginatum）为舌蕨科舌蕨属下的一个种。